# Vilsbiburg
Vilsbiburg é uma cidade da Alemanha, localizada no distrito de Landshut, no estado de Baviera.